# 王义勤
王义勤（1933年—），女，浙江定海人（一作四川成都人），中国医务工作者、登山运动员。曾与潘多等一起创造女子登山高度世界纪录。